# Polycheira
Genre
Les Polycheira sont un genre d'holothuries (concombre de mer), de la famille des Chiridotidae.

## Liste des genres
Selon World Register of Marine Species (9 décembre 2014) :
- Polycheira echinata Heding, 1928 -- Philippines
- Polycheira rufescens (Brandt, 1835) -- Indo-Pacifique tropical

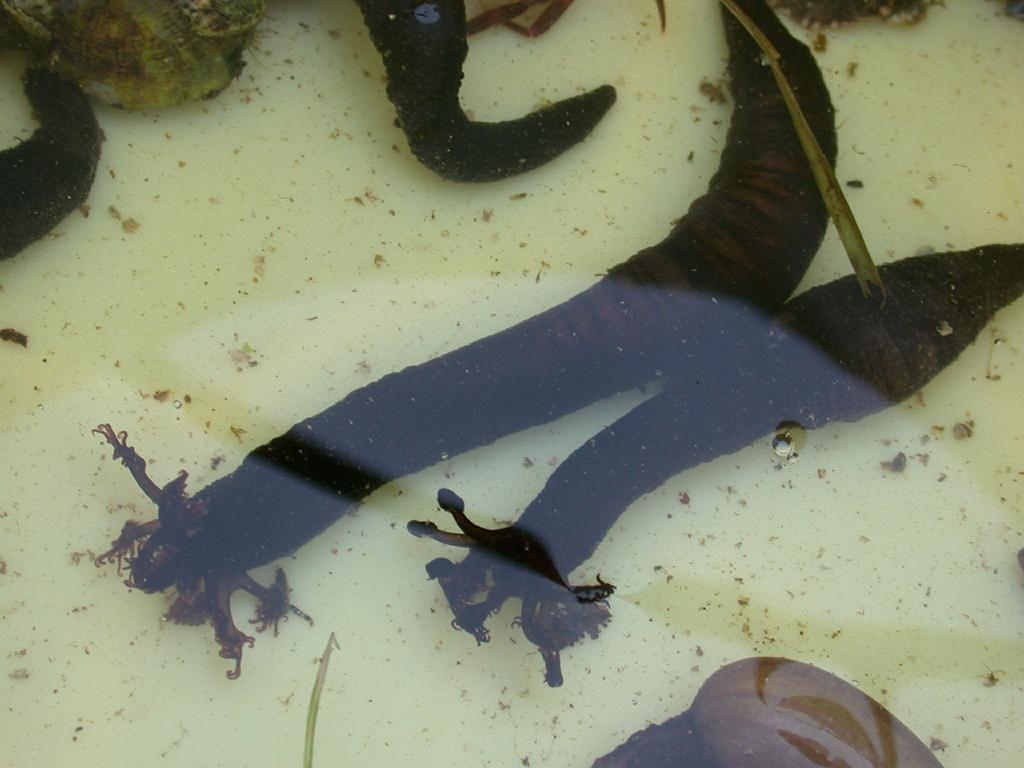
Polycheira rufescens